# Raïon de Tselina
Le raïon de Tselina (en russe : Целинский райо́н, Tselinski raïon) est une subdivision de l'oblast de Rostov, en Russie. Son centre administratif est la commune Tselina.

## Géographie
Le raïon de Tsellina couvre 1 882 km2 et est situé au sud de l’oblast de Rostov.

## Histoire
Le raïon est créé en 1923 et obtient ses frontières actuelles en 1965.

## Population
La population de ce raïon s'élevait à 28 652 habitants en 2016.

## Subdivisions territoriales
Le raïon comprend neuf communautés rurales :
- Communauté rurale de Kirovskoïe
- Communauté rurale de Lopanka
- Communauté rurale de Mikhaïlovka
- Communauté rurale de Novaïa Tselina
- Communauté rurale d’Olchanka
- Communauté rurale de Sredny Iegorlyk
- Communauté rurale de Khleborobnoïe
- Communauté rurale de Tselina
- Communauté rurale de Ioulovski